# Montehermoso
Montehermoso ist eine spanische Stadt und eine Gemeinde (municipio) mit 5.586 Einwohnern (Stand: 2024) in der Provinz Cáceres in der autonomen Gemeinschaft Extremadura.

## Lage und Klima
Die Stadt Montehermoso liegt knapp 80 km (Fahrtstrecke) nördlich der Provinzhauptstadt Cáceres in einer Höhe von ca. 395 m; die östliche Gemeindegrenze bildet der Fluss Alagón. Die alte Bischofsstadt Coria ist nur knapp 25 km in südwestlicher Richtung entfernt. Das Klima ist gemäßigt bis warm, Regen (ca. 690 mm/Jahr) fällt überwiegend im Winterhalbjahr.

## Bevölkerungsentwicklung
| Jahr      | 1857 | 1900 | 1950 | 2000 | 2021 |
| Einwohner | 2895 | 2979 | 4994 | 5356 | 5680 |

Die Mechanisierung der Landwirtschaft und die Aufgabe bäuerlicher Kleinbetriebe („Höfesterben“) haben zu einer Abwanderung vieler Menschen in die Städte geführt.

## Wirtschaft
Die Landwirtschaft incl. der Viehzucht (ganadería) bildet die Wirtschaftsgrundlage der Gemeinde; infolgedessen haben sich einige kleinere verarbeitende Betriebe angesiedelt. Der Tourismus spielt kaum eine Rolle.

## Geschichte

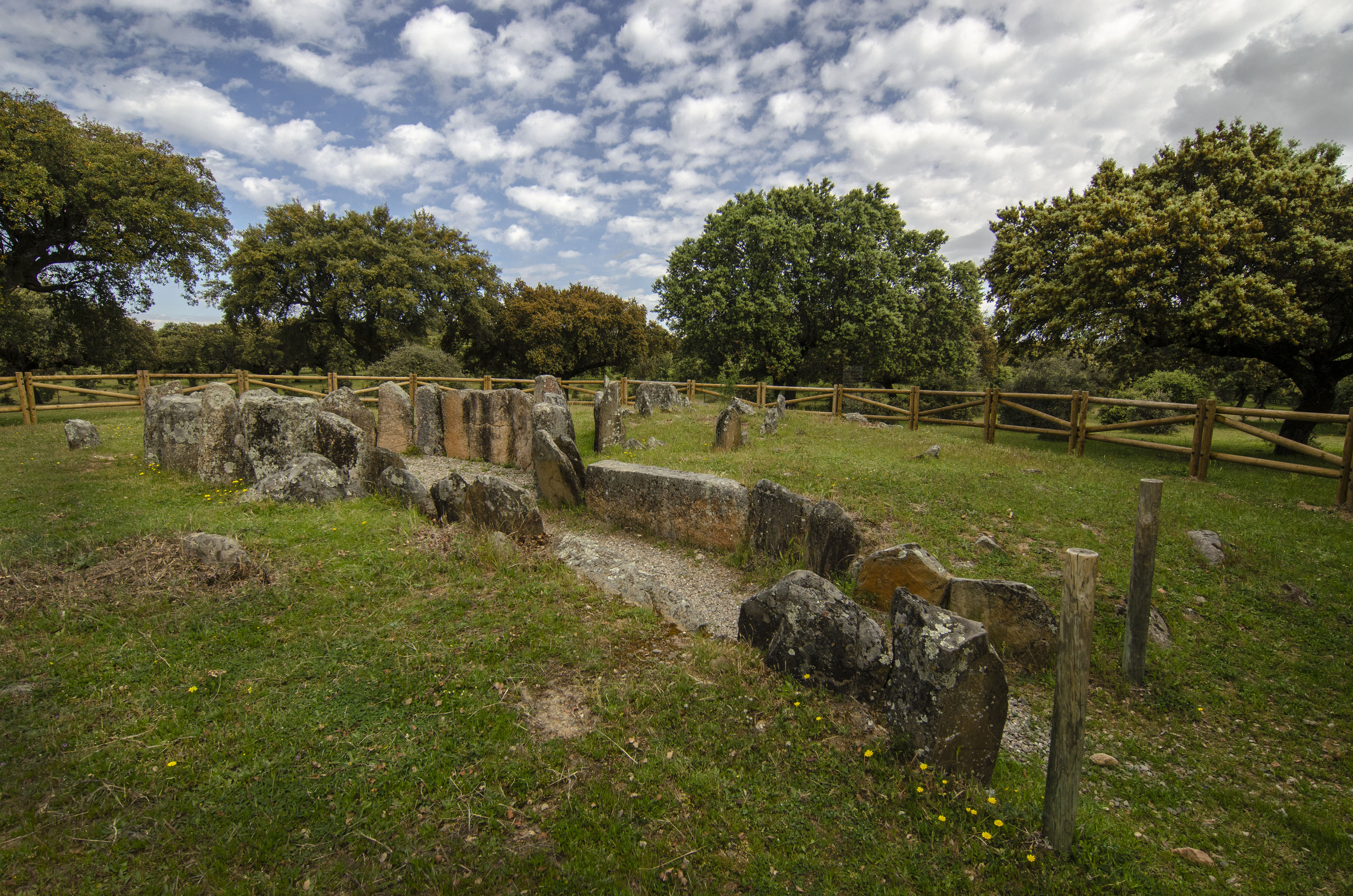
Dolmen de La Gran Encina

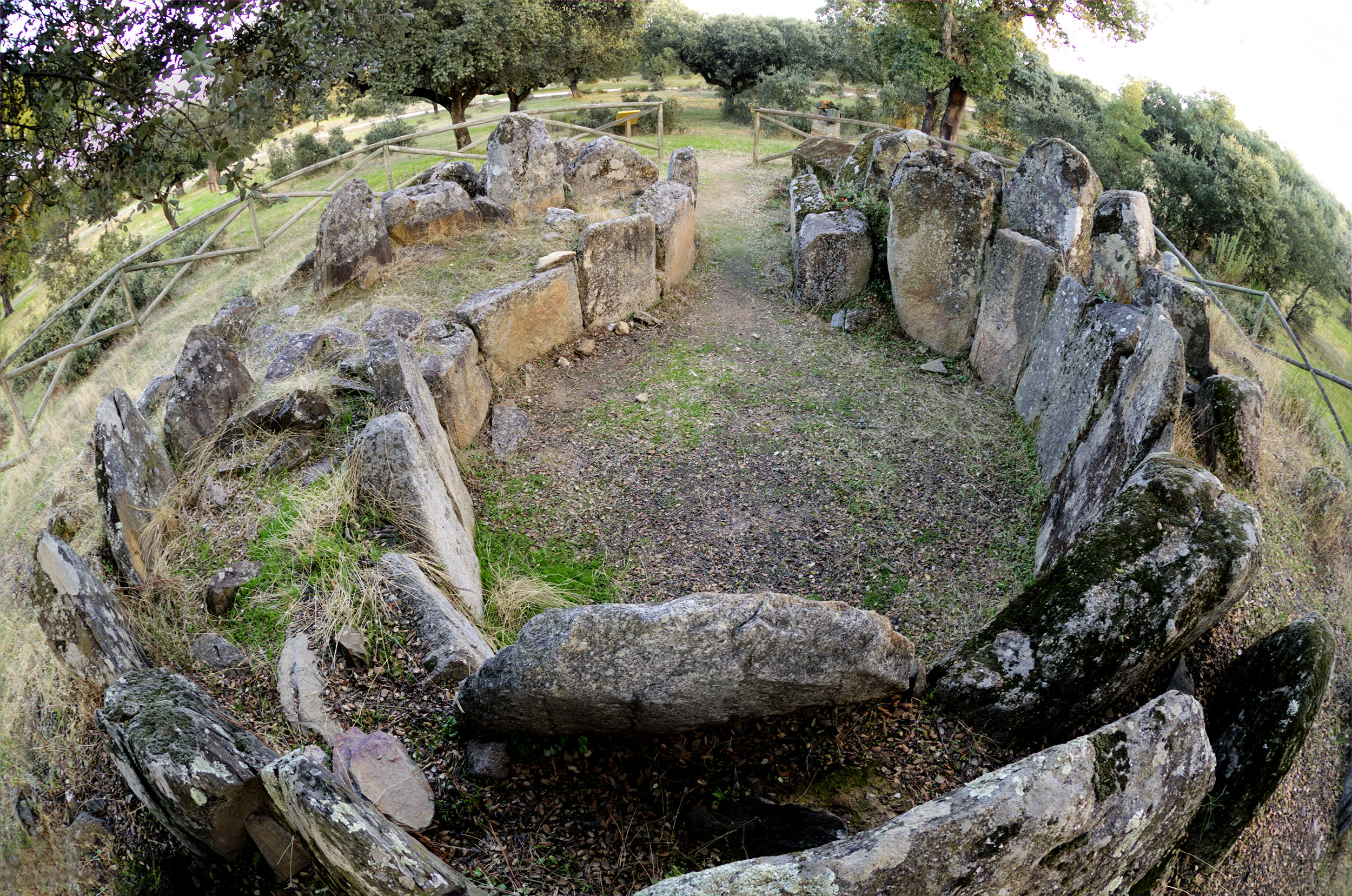
Dolmen del Tremedal

Auf dem Gemeindegebiet wurden sowohl prähistorische als auch römische, westgotische und maurische Spuren entdeckt. Die eigentliche Stadtgründung fällt jedoch in die Zeit der Neu- und Wiederbesiedlung (repoblación) nach der Rückeroberung (reconquista) im frühen 13. Jahrhundert. Danach gehörte der Ort zum Gemeindegebiet (Villa y Tierra) von Galisteo.

## Sehenswürdigkeiten
- Die der Himmelfahrt Mariens geweihte Iglesia de Nuestra Señora de la Asunción entstand in den Jahren 1546 bis 1569 an der Stelle eines Vorgängerbaus. Die Steinbearbeitung der nur ca. 32 m langen, dafür aber ca. 12,5 m breiten Kirche ist im Äußern wie im Innern von guter Qualität. Während das Kirchenschiff von einer trapezförmigen Holzdecke überspannt wird, ist die um etwa 3 m eingezogene Apsis rippengewölbt. In ihr befindet sich ein sehenswertes Altarretabel aus dem 16. Jahrhundert, das zu Beginn des 21. Jahrhunderts restauriert wurde. Seine äußeren Flügel beinhalten hölzerne Statuen der Apostel Petrus, Paulus, Andreas und Jakobus d. Ä.; weiter innen sind Tafelbilder mit den Themen der Verkündigung, des hl. Josef mit dem Jesusknaben, die Mitte bilden Statuen der Himmelfahrt Mariens und eine Kreuzigungsgruppe.
- Insgesamt 7 Kapellen (ermitas) bereichern das Orts- und Gemeindebild.
- Eine steinerne Tierfigur (verraco) wurde im Jahr 1968 entdeckt und am Ortsrand aufgestellt.
- Das dreigeschossige Rathaus (ayuntamiento) mit seinen Erdgeschoss-Arkaden stammt aus dem Jahr 1897.

Umgebung
- Die in den Jahren 1999/2000 freigelegten Großsteingräber Dolmen del Tremedal sowie die Dolmen de la Gran Encina und Gran Dolmen liegen westlich von Montehermoso.
- Aus römischer Zeit stammen die Reste einer gepflasterten Straße und ein gewölbter Brunnen mit Steineinfassung.